# Drosophila texana
Drosophila texana är en tvåvingeart som beskrevs av Patterson 1940. Drosophila texana ingår i släktet Drosophila och familjen daggflugor.
Artens utbredningsområde täcker delar av USA, från Virginia och Tennessee till Texas och Florida.